# Santiago Carillo
Santiago José Carrillo Solares (Gijón, 18. siječnja 1915. – Madrid, 18. rujna 2012.), španjolski komunistički političar, generalni sekretar Komunističke partije Španjolske od 1960. do 1982.

## Životopis
Rođen u Gijónu, u Asturiji, otac mu je bio uglednan socijalistički vođa Wenceslao Carillo Alonso-Forjador. Kad je imao 6 godina, obitelj se preselila u Madrid.U 13. godini priključio se socijalističkim omladinskim organizacijama i počeo pisati za novine. Kasnije se popeo na visoke pozicije u novinama i politici. Bio je jedno vrijeme zatočen u zatvoru zbog sudjelovanja u neuspjelom puču.
Radikalizacijom socijalističke omladine, počeo se priklanjati Komunističkoj partiji.
To se intenziviralo nakon što je buknuo Španjolski građanski rat.
Pristupio je Španjolskoj komunističkoj partiji kada je republikanska vlada napustila Madrid.
Nakon što su petokolonaši izdali Vladu, odrekao se oca i optužio ga za izdaju.
Imenovan je povjerenikom za javni red, pa je u tom svojstvu za vrijeme bitke za Madrid naredio evakuaciju zarobljenika iz četiriju madridskih zatvora. Ti su zatvorenici većinom pobijeni kada su prebačeni na teritorij pod kontrolom republikanaca. Dvadesetak godina kasnije frankistička propaganda ga je optužila da je kriv za njihovu pogibiju. Carrillo je tvrdio da nije znao da će biti ubijeni. U kasnijim diskusijama je rečeno da Carrillo nije mogao ne znati da se ubija s jedne i druge strane, ali i da ih je mogao dati strijeljati u Madridu da ih je htio ubiti. 
Poslije poraza Republike izbjegao je iz Španjolske. Proveo je 38 godina u egzilu, ponajviše u Francuskoj i Sovjetskom Savezu (gdje je upoznao Staljina), ali i drugim zemljama.
Naredio je i nadzirao povlačenje komunističke gerilaca iz Aránske doline 1944., smatrajući taj pokušaj obnove rata avanturističkim.
Optužen je za ubojstvo jednog komunista, i za naređivanje pogubljenja drugog.
Osudio je sovjetsku invaziju na Čehoslovačku, te se zajedno s Enricom Berlinguerom zauzeo da komunisti prihvate demokratsku utakmicu. Toj doktrini je hrvatski novinar Frane Barbieri dao naziv ''evrokomunizam''. Tu je doktrinu prihvatio i Edvard Kardelj. 
Vratio se u Španjolsku malo prije općih izbora 1977. Kad je legalizirana KPŠ, natjecao se na izborima i ušao u donji dom parlamenta. I njega smatraju zaslužnim za mirnu tranziciju Španjolske u demokraciju.
Za pokušaja državnog udara 1981. godine bio je jedan od samo trojice zastupnika koji nisu poslušali naredbu pučističkog zapovjednika pukovnika Tejera da legnu na pod.
Iz Komunističke partije je isključen 1985. godine, pa je osnovao nedovoljno uspješnu Stranku španjolskih radnika Komunističko jedinstvo, koja se zatim priključila Španjolskoj socijalističkoj radničkoj stranci, dok se Carrillo povukao iz aktivne politike 1991.godine, ali je do smrti djelovao kao publicist i komentator. Bio je novinar 82 godine.
Napisao je 16 knjiga uglavnom eseja, te memoara.